# Moussa Sane
Moussa Sane (sinh ngày 18 tháng 1 năm 1997) là một cầu thủ bóng đá chuyên nghiệp người Sénégal hiện đang thi đấu ở vị trí tiền đạo cho câu lạc bộ AS Douanes.

## Sự nghiệp thi đấu
Sane gia nhập câu lạc bộ thi đấu tại Major League Soccer Orlando City SC vào ngày 3 tháng 3 năm 2017 theo dạng cho mượn. Anh ta thi đấu 3 trận cho đội Orlando City B.